# Streifenwagen 2150
Streifenwagen 2150 (Originaltitel: englisch Highway Patrol, deutsch (sinngemäß): „Staatspolizei“) ist eine US-amerikanische Fernsehserie, die von 1955 bis 1959 in 156 Episoden produziert und per Syndication ausgestrahlt wurde. In Deutschland wurden lediglich 13 Folgen synchronisiert und ab dem 5. Juni 1963 im ZDF gezeigt. Sie wurde in 17 Sprachen übersetzt und in 71 Ländern ausgestrahlt.

## Inhalt
Captain Mathews ist der Chef der Highway Patrol, der Staatspolizei in einem fiktiven US-Bundesstaat im Südwesten der USA, der eine gemeinsame Grenze mit Mexiko besitzt. Sein Funkstreifenwagen besitzt den Funkcode 21-50. In jeder Folge tritt ein polizeirelevantes Ereignis ein, das das persönliche Eingreifen Mathews’ notwendig macht.
Am Ende zahlreicher Folgen wendet sich Captain Mathews direkt an das Publikum mit Aufforderungen zur Verkehrssicherheit.

## Hintergrund
Ziv, der bereits mehrere Fernsehserien wie The Cisco Kid oder Science Fiction Theatre produziert hatte, konzipierte die Serie auf eine Bitte der California Highway Patrol (CHP) hin, die sich offensichtlich einen Werbeeffekt von einer Darstellung in einer Fernsehserie versprach. Im Gegenzug war die CHP bereit, die Serie logistisch zu unterstützen. Zu diesem Zeitpunkt war die CHP noch mehr oder weniger als reine Autobahnpolizei tätig und daher selten in Ermittlungen schwerer Kriminalfälle involviert, was den Lokalbehörden oder dem FBI oblag. Die normale dienstliche Tätigkeit der CHP erschien Ziv jedoch dramaturgisch nicht attraktiv genug, so dass praktisch in jeder Folge ein schwerer Kriminalfall zu lösen ist.
Die Serie wurde komplett in Kalifornien gedreht, so im San Fernando und Simi Valley oder im Griffith Park. Die Innenaufnahmen wurden in den ZIV Studios, 7950 Santa Monica Boulevard, produziert. Aus Kostengründen wurden die Außenaufnahmen mit einem Minimum an Aufwand betrieben, so dass z. B. aufwändige Verfolgungsfahrten entfielen.
In den ersten beiden Staffeln wurde die Produktion noch von der CHP technisch unterstützt. So wurden originale Funkstreifenwagen gestellt, bei denen lediglich die offiziellen Markierungen mit den fiktiven der Serie überklebt wurden. Für die Serie wurde auch ein zweitüriges Sondermodell des Buick Century benutzt, das Buick nur für die CHP hergestellt hatte. Auch die Uniformen waren an die der CHP angelehnt.
Warum die CHP ihre Unterstützung konkret zurückzog, ist unbekannt; jedenfalls war sie mit der dramaturgischen Entwicklung der Serie unzufrieden. Aus dramaturgischen Gründen wurde der Einsatz von Schusswaffen überzogen und unrealistisch dargestellt wie in den meisten Westernfilmen. Eine von Ziv geplante fünfte Staffel scheiterte am Hauptdarsteller Crawford, der eine weitere Mitarbeit ablehnte.

## Gaststars
Als Gaststars traten u. a. auf: Robert Conrad, Clint Eastwood, Barbara Eden, Ruta Lee, Ed Nelson, Leonard Nimoy und Stuart Whitman.

## DVD-Veröffentlichung
2010 erschien die erste Staffel, 2013 die übrigen drei auf DVD. Eine deutsche Edition liegt bislang nicht vor.